# Gare de Villeneuve-Saint-Georges
Pour les articles homonymes, voir Gare de Villeneuve.
Ne doit pas être confondue avec la gare de triage de Villeneuve-Saint-Georges.
La gare de Villeneuve-Saint-Georges est une gare ferroviaire française de la ligne de Paris-Lyon à Marseille-Saint-Charles, située dans la commune de Villeneuve-Saint-Georges (département du Val-de-Marne).

## Situation ferroviaire
Gare de bifurcation, elle est située au point kilométrique 14,386 de la ligne de Paris-Lyon à Marseille-Saint-Charles à 36 m d'altitude. Elle est également l'origine de la ligne de Villeneuve-Saint-Georges à Montargis.

## Histoire

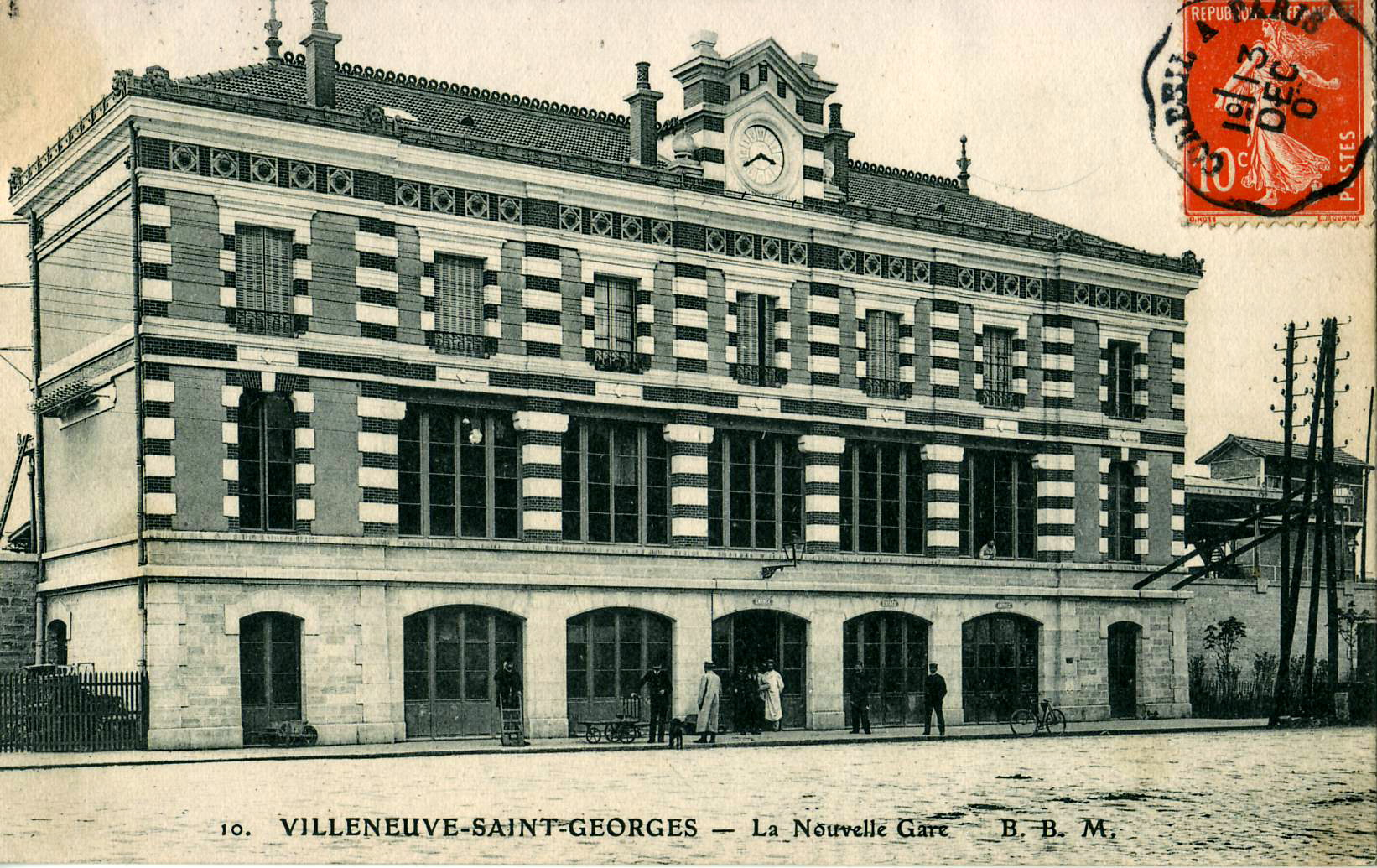
La seconde gare de Villeneuve, au tout début du XX

La gare est mise en service le 12 août 1849. La ligne est mise à quatre voies entre la gare de Paris-Lyon et Villeneuve-Saint-Georges en 1887.
Le bâtiment de la gare d'origine était l'œuvre de l'architecte François-Alexis Cendrier, qui a aussi construit de nombreuses autres gares de la compagnie du PL. Il s'agit d'un BV standard de 1re classe à deux étages et quatre travées sous un toit en zinc à deux croupes avec deux lucarnes accolées au fronton de l'horloge. Bâti sur un soubassement surélevé, il était complété par une avancée au niveau de la rue, une aile d'une travée à gauche et un prolongement de la couverture métallique sur la droite.
Ce bâtiment a été détruit et remplacé par un second, plus vaste, construit en 1905. Comptant sept travées dont cinq plus larges aux niveaux inférieurs, ce bâtiment est décoré de briques, pierres et carreaux de céramique de plusieurs couleurs. Il est à son tour démoli entre les années 1960 et 1970.
Il fut remplacé par une structure relativement modeste, construite dans le style fonctionnel de l'époque. Ce bâtiment a par la suite[Quand ?] bénéficié d'une nouvelle façade et de la construction d'un hall largement vitré.
En 2022, selon les estimations de la SNCF, la fréquentation annuelle de la gare est de 14 780 961 voyageurs.

## Projet
Entre 2019 et 2022, la SNCF prévoit de démolir le bâtiment voyageurs et d'édifier à la place une gare plus vaste mettant davantage de services à disposition des voyageurs.

## Service des voyageurs

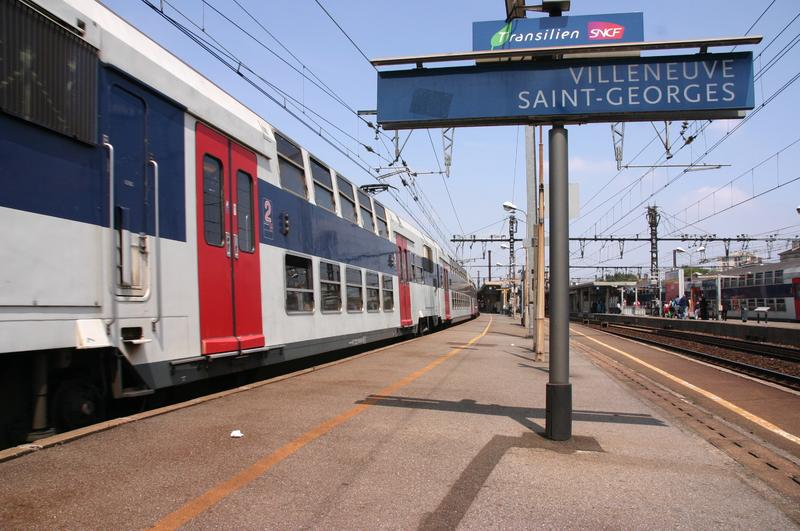
À gauche : voie 2B (direction Paris) ; à droite : voie B (direction Paris), puis voie A (direction Melun ou Corbeil), puis voie 1B (direction Melun ou Corbeil).

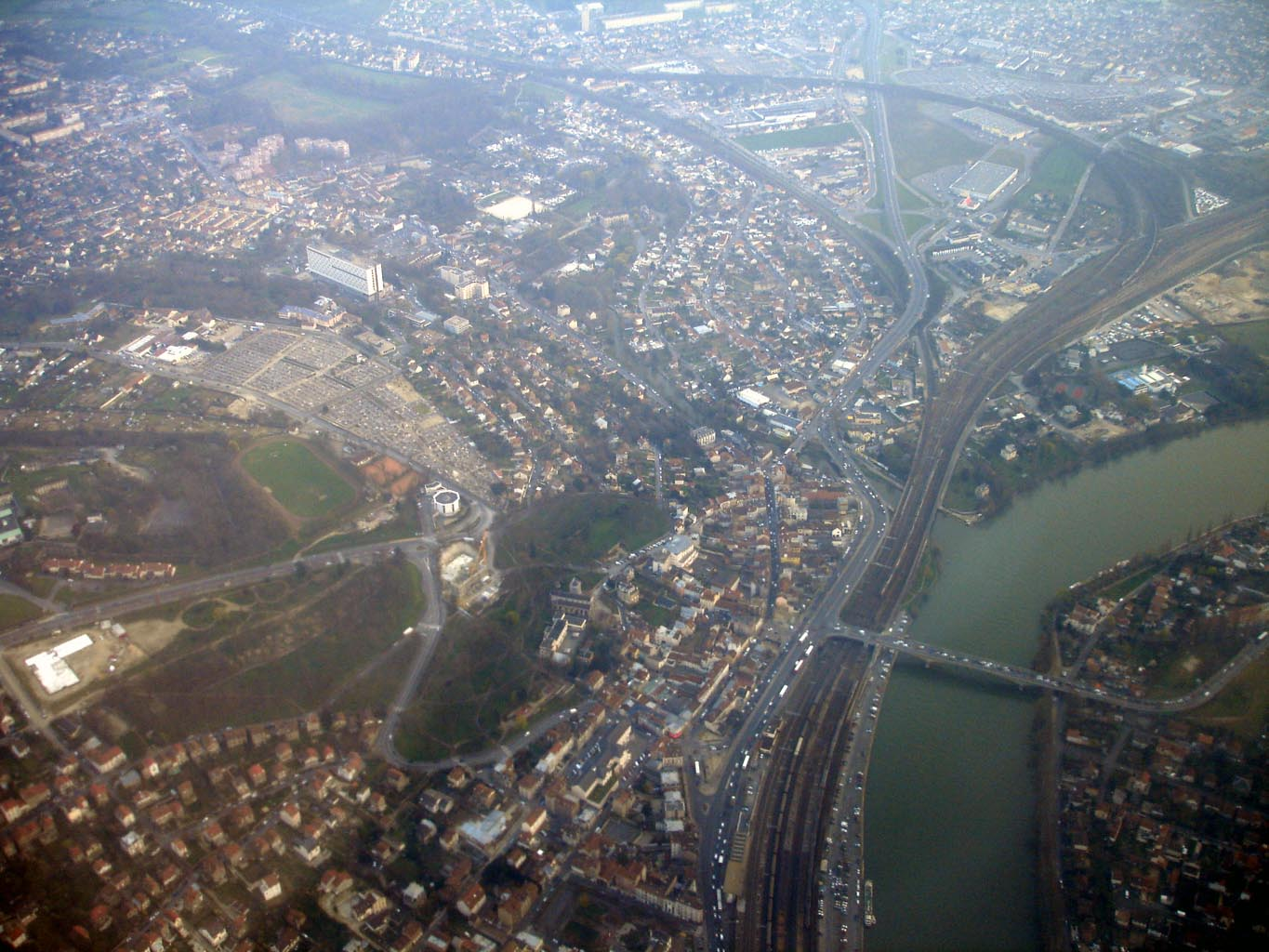
Vue aérienne : la gare est en bas ; les voies partant à gauche vont vers Melun, à droite vers Évry

### Desserte
La gare est desservie par les trains de la ligne D du RER. Elle dessert les communes de Villeneuve-Saint-Georges, Valenton, Villeneuve-le-Roi et Crosne. Elle est la dernière gare avant la séparation de la ligne D entre les branches :
- Melun/Malesherbes via Évry-Corbeil, d'une part ;
- et Melun via Combs-la-Ville, d'autre part.

Tous les trains du RER D s'y arrêtent, sauf les trains PICA en semaine aux heures de pointe matinales qui sont directs de Lieusaint - Moissy à Paris-Gare-de-Lyon.

### Voies et quais de la gare
La gare dispose de huit voies et de quatre quais, soit d'est en ouest :
- quai latéral du bâtiment voyageurs ;
- voie 1 : TGV, Intercités, TER Bourgogne-Franche-Comté, Transilien R, fret ;
- voie 2 : TGV, Intercités, TER Bourgogne-Franche-Comté, Transilien R, fret ;
- quai central ;
- voie 1M : fret ;
- voie 2M : fret ;
- voie 1B : RER D, direction : Corbeil-Essonnes, provenance : Paris-Gare-de-Lyon ;
- quai central ;
- voie A : RER D, direction : Melun (par Combs-la-Ville), provenance : Paris-Gare-de-Lyon ;
- voie B : RER D, direction : Paris-Gare-de-Lyon, provenance : Melun (par Combs-la-Ville) ;
- quai central ;
- voie 2B : RER D, direction : Paris-Gare-de-Lyon, provenance : Corbeil-Essonnes.

### Intermodalité
Des lignes de transports en commun routiers ont un arrêt à proximité de la gare :
- les lignes 480 et 483 du réseau de bus de Seine Grand Orly ;
- les lignes 427, 428, 429 (desserte scolaire) et 450 du réseau de bus Marne et Seine ;
- les lignes 4115, 4116, 4134, 4135 et Soirée Crosne du réseau de bus Val d'Yerres Val de Seine ;
- les lignes N132, N134 et N135 du service de bus de nuit Noctilien.

## Galerie de photographies

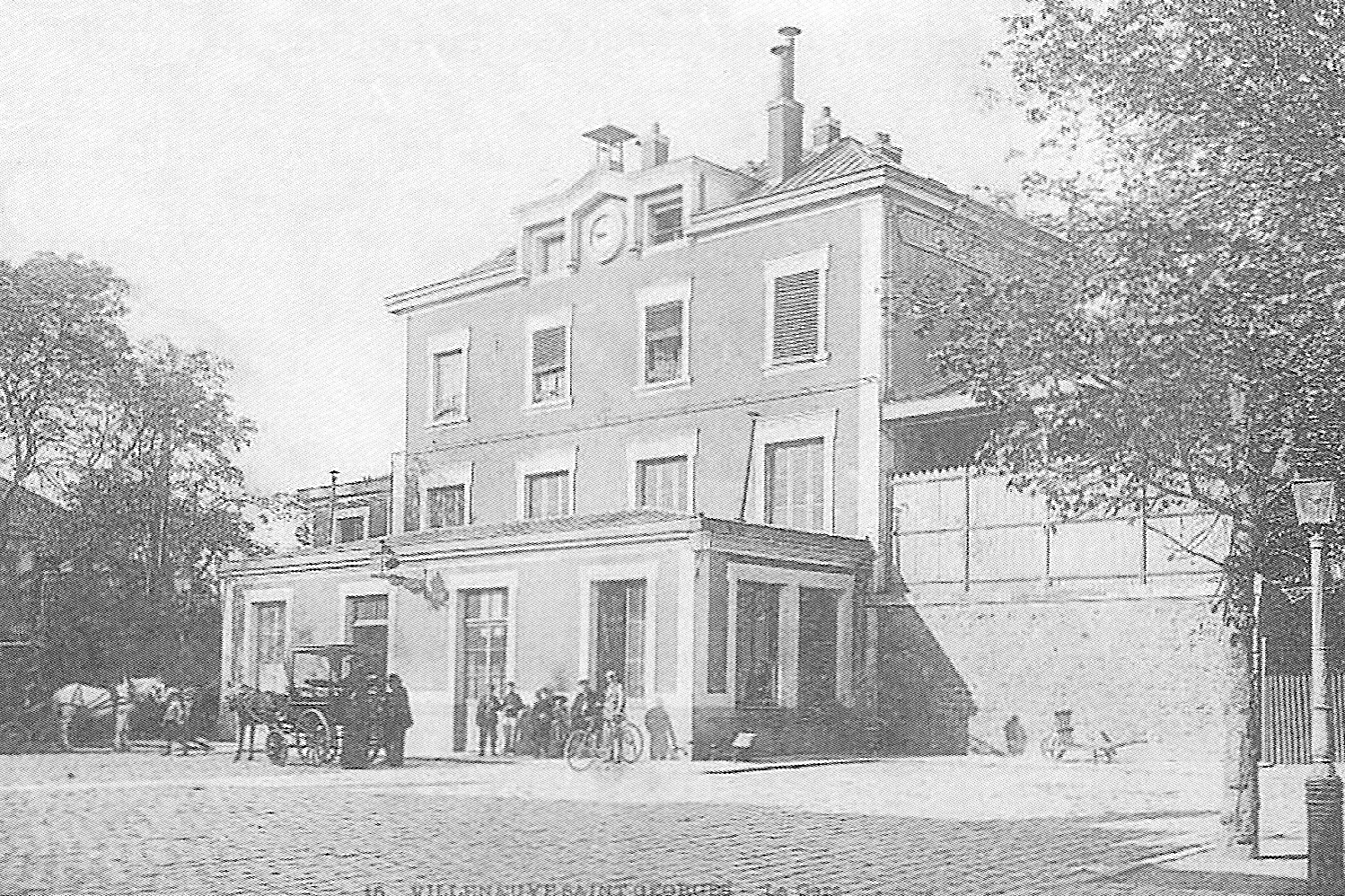
Le premier bâtiment voyageurs.
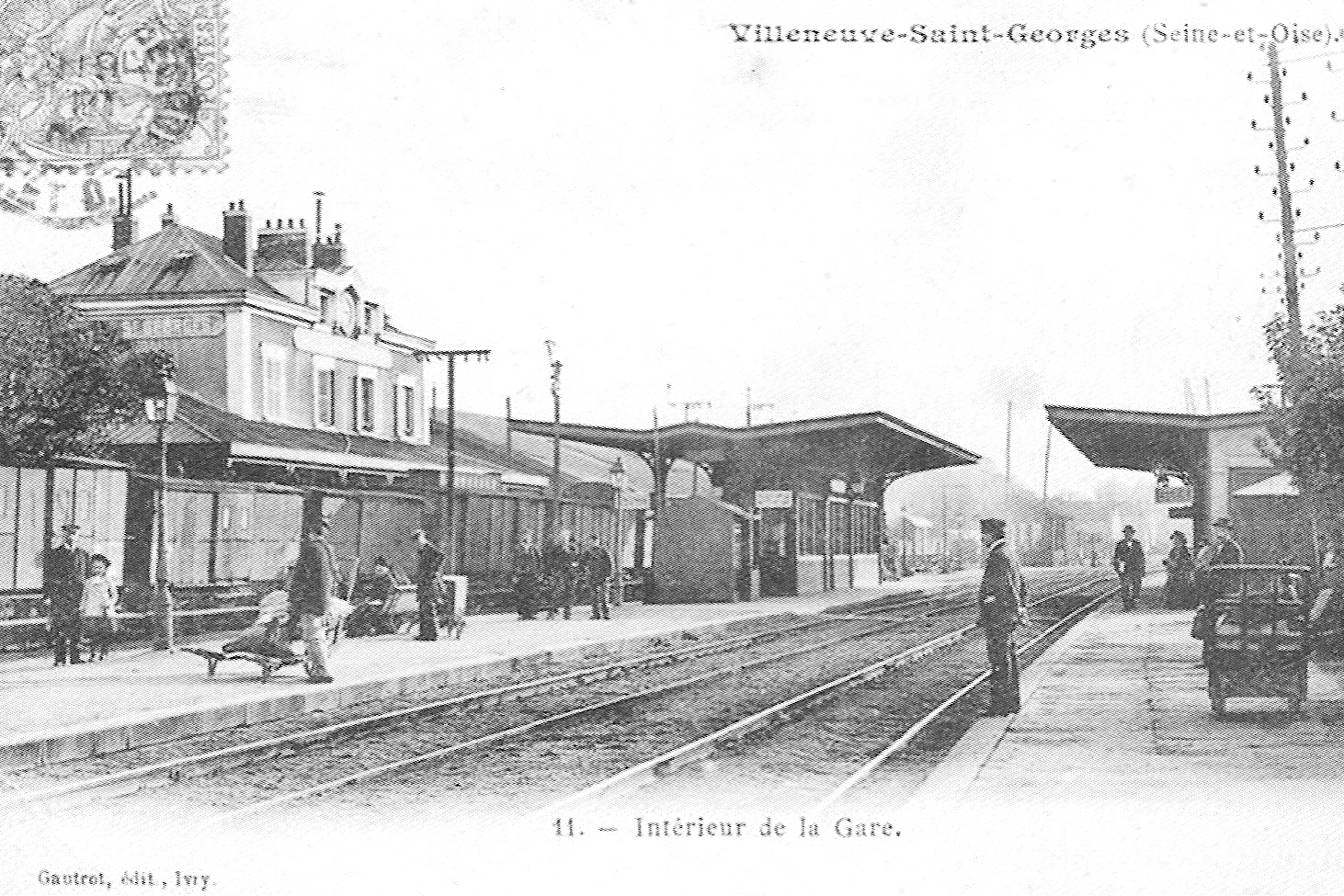
Vue premier bâtiment voyageurs depuis l’intérieur de la gare.
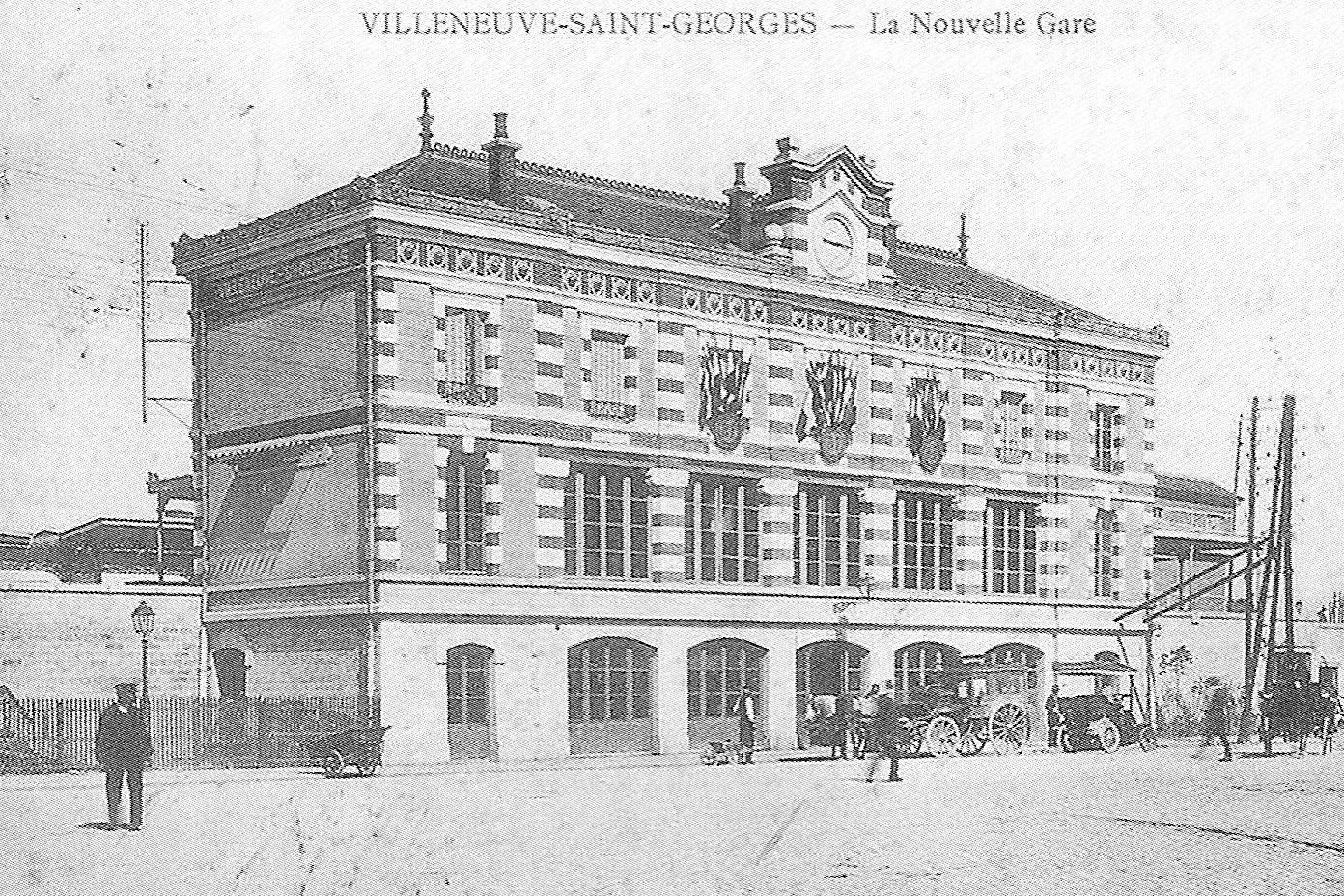
Le second bâtiment voyageurs.
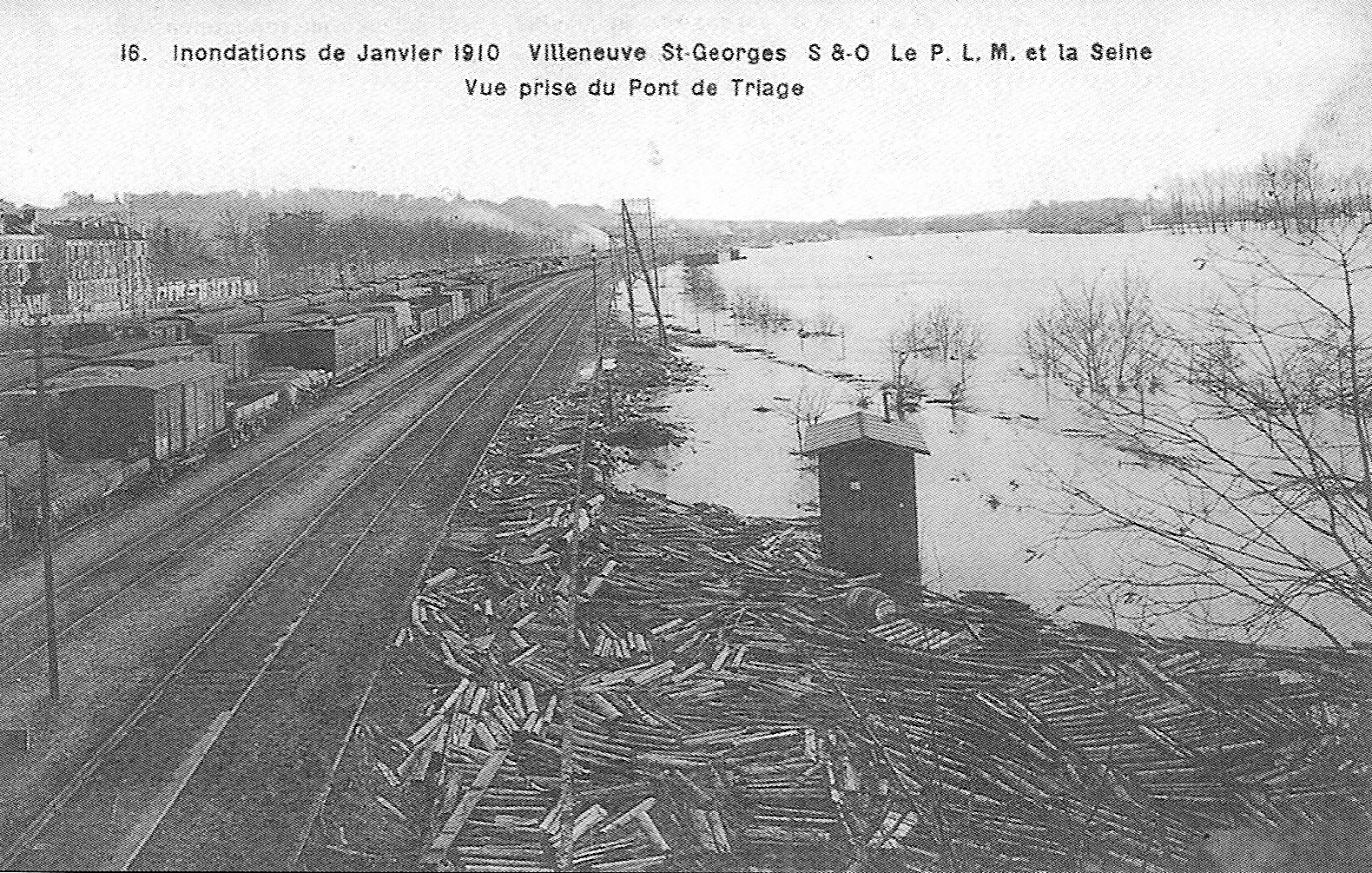
Les voies de la gare après la crue de la Seine de 1910.

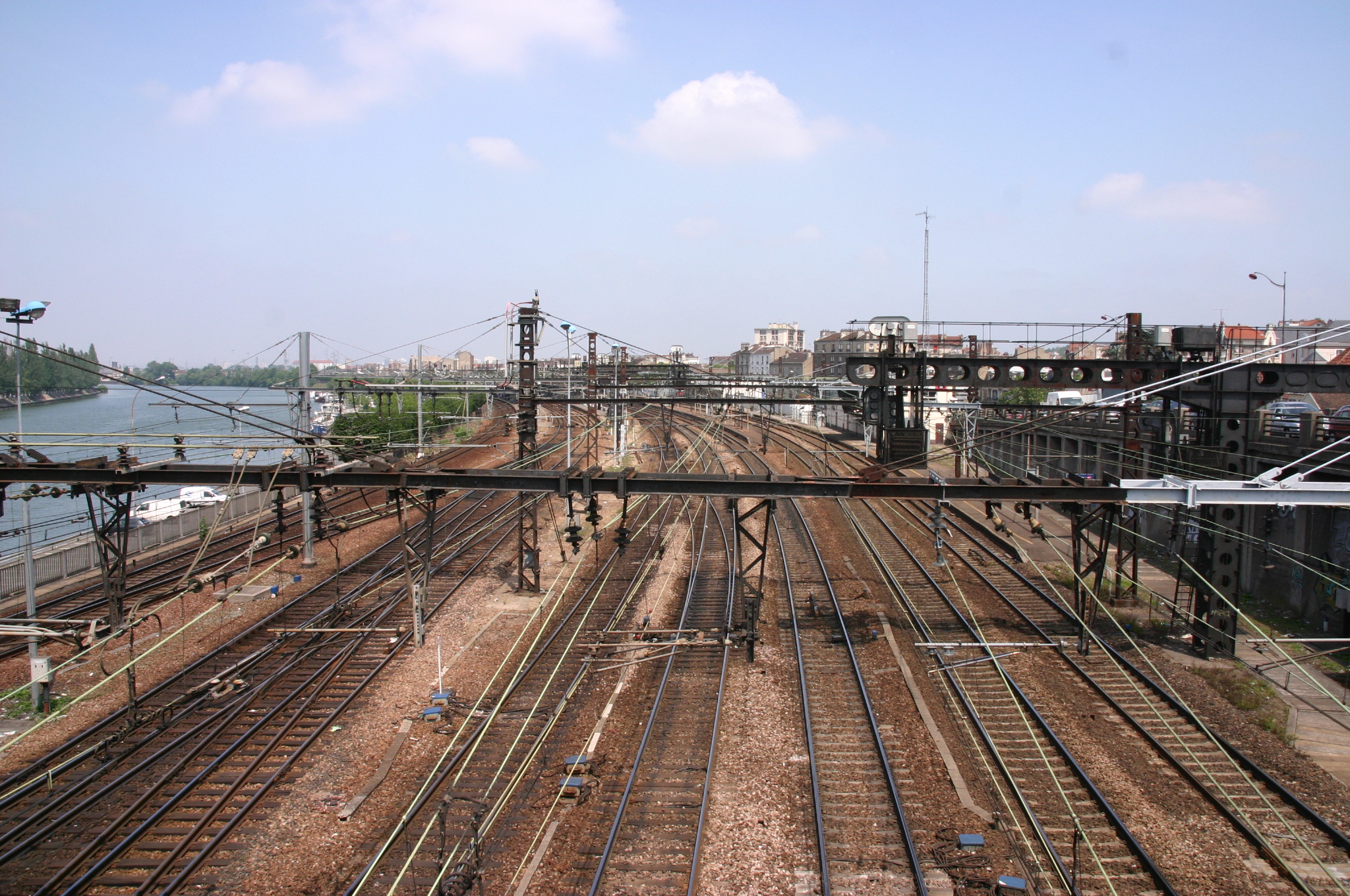
Vue de l'ensemble des voies de la gare.
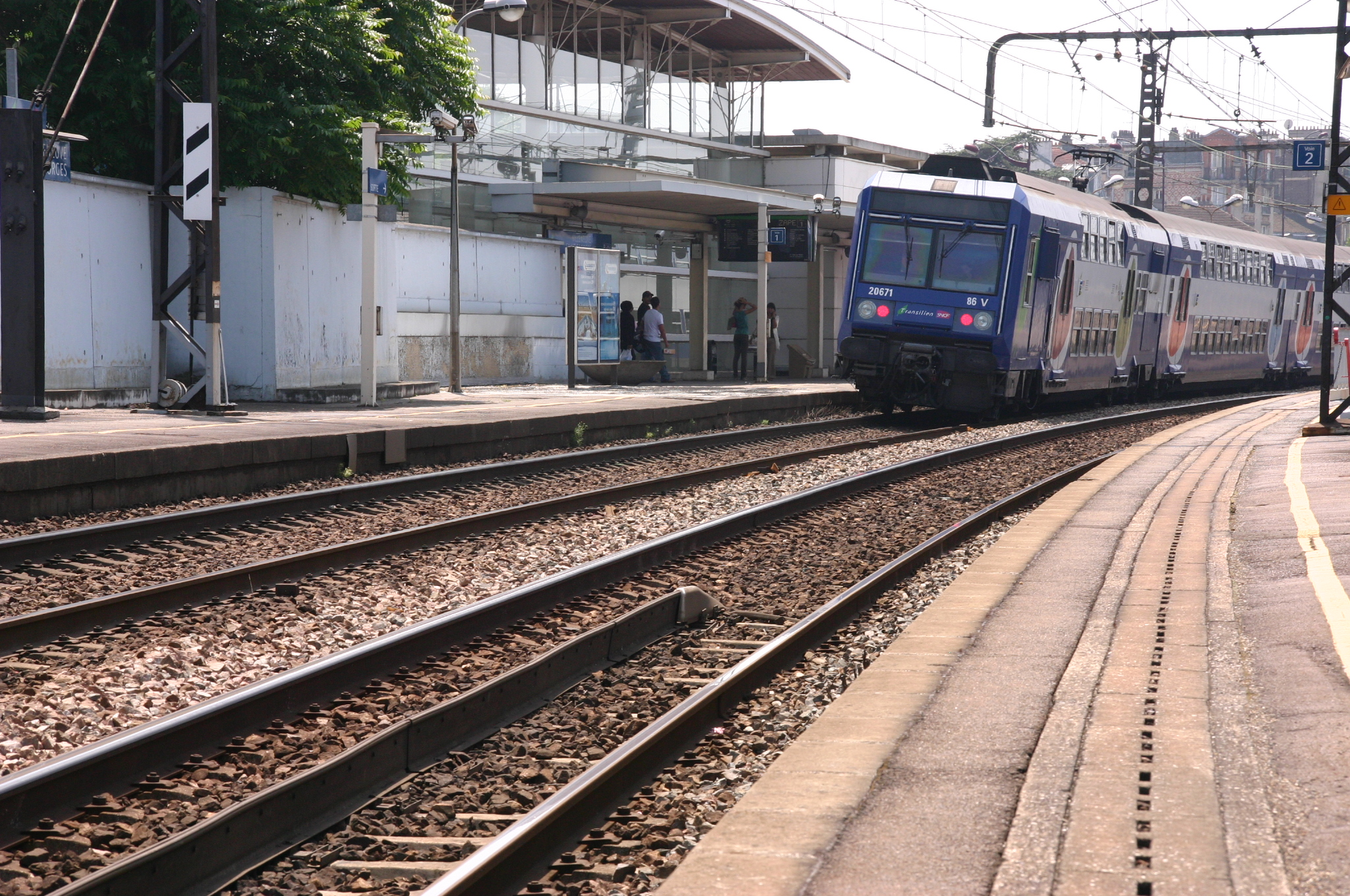
Vue du bâtiment voyageurs depuis le quai des voies 2 et 1M.
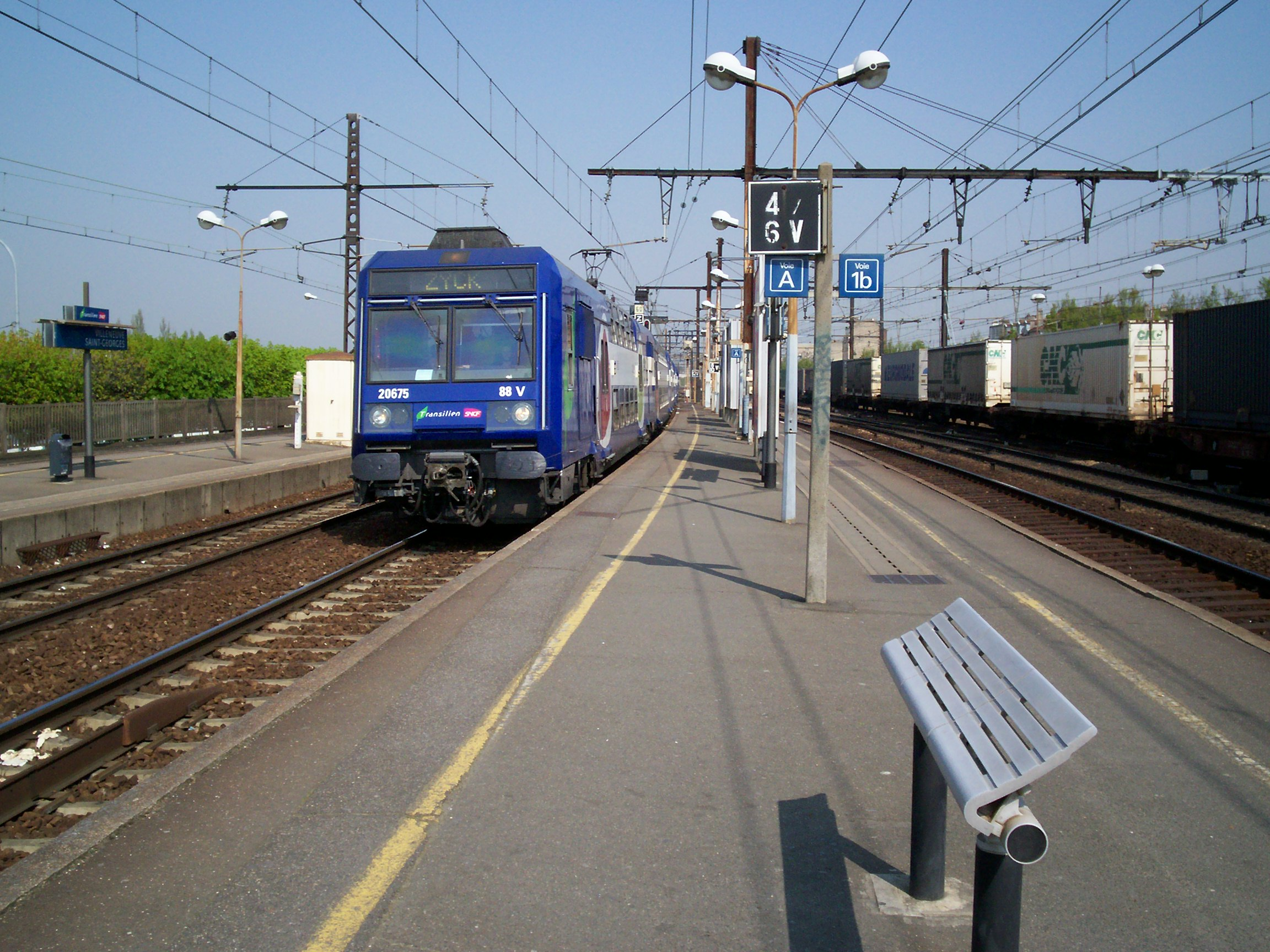
Une rame Z 20500 sur la voie A au départ en direction de Melun.
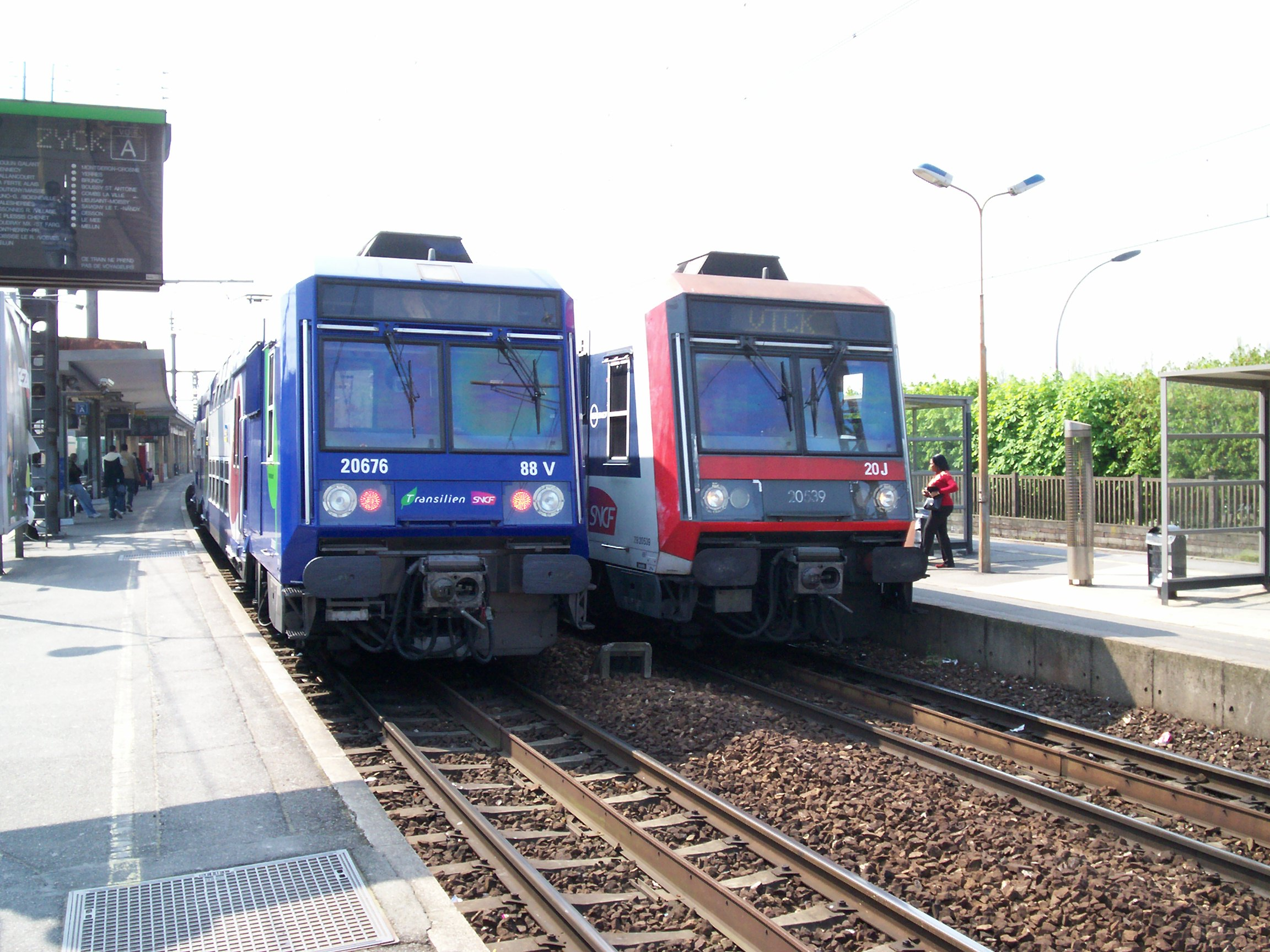
Deux rames Z 20500 au départ, en direction de Melun (voie A) et en direction de Villiers-le-Bel (voie B).

## Projet
Il est proposé de prolonger la future ligne 18 du métro d'Orly à Villeneuve-Saint-Georges, voire au-delà.